# 金須嘉之進
金須 嘉之進（きす よしのしん、1867年3月26日（慶応3年2月21日） - 1951年4月7日）は演奏家・聖歌指揮者・作曲家。正教徒であり、聖名はインノケンティ。主に日本正教会で聖歌の指導・聖歌の作曲等で活躍したほか、世俗の領域でも各種音楽教育に尽力した。ニコライ・リムスキー＝コルサコフに師事。弟子に古関裕而がいる。

## 略歴
中村理平の著書に基づく。
- 1867年3月26日（慶応3年2月21日）[注釈 1]、当時の仙台藩で生まれる。
- 1881年 - 東京府神田区駿河台にあった正教会の神学校に入学、ヤーコフ・チハイ（英語版）やドミートリー・リヴォフスキー[注釈 2]などに音楽を学んだ。
- 1891年夏 - リムスキー＝コルサコフが副院長を務めるサンクトペテルブルクの帝室附カペーラ声楽院（Императорская Придворная певческая капелла）に留学[注釈 3]、リムスキー＝コルサコフに指揮法と聖歌を、ニコライ・ソコロフに和声法を師事。ヴァイオリン、ピアノの奏法のほか、聖歌指揮法および作曲理論を習得[14][15][16][9]。
- 1894年（明治27年） - 帰国。1919年（大正8年）まで25年間、リヴォフスキー、小原甲三郎（おばら こうさぶろう）、東海林重吉（とうかいりん じゅうきち）らと共にニコライ堂などで聖歌隊の指導に当たる[17]。神学校、女子神学校の音楽担当者となった[18]。
- 1895年（明治28年）3月 - 本郷中央会堂での慈善音楽会で、ラファエル・フォン・ケーベルらとともにヴァイオリンを演奏。
- 1897年（明治30年）- 駿河台鈴木町に私塾の成楽舎を開いてヴァイオリン、オルガン、楽典、和声法、ソルフェージュを教えた[3][19]。
- 明治音楽会（1898年結成）にヴァイオリン奏者として参加[3]。
- その後、満洲鉄道のロシア語通訳としてハルピンに駐在するなどしたのち、関東大震災後は仙台に移り、宮城県女子師範学校、吉田女学校、宮城県女子専門学校などで教鞭をとる。青葉音楽院を主宰し地域の音楽教育に貢献。この頃に福島県の川俣銀行（現東邦銀行川俣支店）に勤務していた古関裕而と知り合う。
- 1939年（昭和14年） - 東京大森に移転。
- 1943年（昭和18年） - 鎌倉に移住。
- 晩年に再度半年ほど、ニコライ堂の聖歌指導を担当（年月不詳）
- 1951年（昭和26年）4月7日 - 84歳で永眠。

## 作品

### 正教会聖歌
- 常に福にして - 1925年（大正14年）11月18日作
- 平和の憐み - 1926年（大正15年）2月16日作
- 天主經（主の祈り） - 1927年（昭和2年）2月11日作
- ヘルヴィムの歌 - 1935年（昭和10年）7月20日作

### 歌曲
- 『東の門』（主教歓迎の歌） - 作詞：中井木菟麻呂。1911年（明治44年）7月16日作
- 『東亜建設の歌曲』作詞：中井木菟麻呂（年月不詳）

### 大学歌・校歌
- 慶應義塾大学（旧塾歌）（作詞：角田勤一郎）1904年 (明治37) [20]
- 聖和学園短期大学校歌（作詞：国安康嶺）
- 宮城県石巻女子高等学校（作詞：渡辺義丸）
- 宮城県石巻好文館高等学校（作詞：渡辺義丸） - 外部リンク：宮城県石巻好文館高等学校校歌
- 荒浜小学校（作詞：武田直衛） - 外部リンク：荒浜